# Khanaqin (distrikt)
Khanaqin är ett distrikt i Irak.   Det ligger i provinsen Diyala, i den östra delen av landet, 140 km nordost om huvudstaden Bagdad. Distriktets huvudort är staden Khanaqin.